# Uroleucon tussilaginis
Uroleucon tussilaginis är en insektsart som först beskrevs av Walker 1850.  Uroleucon tussilaginis ingår i släktet Uroleucon och familjen långrörsbladlöss. Arten är reproducerande i Sverige. Inga underarter finns listade i Catalogue of Life.